# جیمز جی. فارل
جیمز جی. فارل (انگلیسی: J. G. Farrell; ۲۵ ژانویهٔ ۱۹۳۵ – ۱۱ اوت ۱۹۷۹) نویسنده و رمان‌نویس انگلیسی ایرلندی تبار بود. وی به دلیل انتشار رمانی به نام سه‌گانه امپراطوری (مشکلات، محاصره کریشناپور و محاصره سنگاپور) شهرت پیدا کرد. داستان این سه‌گانه به عواقب انسانی و سیاسی حاکم استعمارگر انگلیسی می‌پردازد.
سری مشکلات، جایزه یادبود جفری فیبر و سری محاصره کریشناپور جایزه بوکر را دریافت کرد. در ۲۰۱۰ سری مشکلات، به‌طور بازنگرانه ای شامل جایزه من بوکر از قلم افتاده شد. سری مشکلات و سایر کتاب‌های نامزد شده برای این جایزه به دلیل تغییری در معیارهای شایستگی در آن سال مورد توجه قرار نگرفتند.

## زندگی‌نامه

### اوایل زندگی و تحصیلات
فارل در لیورپول در خانواده ای انگلیسی با نسب ایرلندی به دنیا آمد. وی پسر دوم از بین سه پسر خانواده بود. پدر او، ویلیام فارل، یک حسابدار در بنگال بود و در ۱۹۲۹ با پرودنس جوزفین راسل، منشی سابق دکتری، ازدواج کرد. جیمز از دوازده سالگی به مدرسه روسل در لانکاشر رفت.
بعد از جنگ جهانی دوم به دوبلین رفت که باعث شد وقت زیادی را در ایرلند بگذراند و شاید همین مسئله با شهرت سری مشکلات ترکیب شد و منجر به این شد که فارل به عنوان یک نویسنده ایرلندی شناخته شود. بعد از ترک روسل، فارل در دابلین درس داد و برای مدتی در دی ای وی در قطب کانادایی کار کرد. وی در ۱۹۵۶ رفت تا در کالج بریزنوز آکسفورد تحصیل کند؛ در حالی که دچار فلج اطفال شده بود. بیماری وی باعث شد که کارش در وضعیت حساسی قرار بگیرد. فارل در ۱۹۶۰ با مدرک لیسانس فرانسوی و اسپانیایی آکسفورد را ترک کرد و به فرانسه رفت تا در لیسه تدریس کند.

### فعالیت‌های اولیه
فارل اولین رمان خود، مردی از جای دیگر، را در سال ۱۹۶۳ منتشر کرد. این اثر به خوبی می‌تواند تأثیر اگزیستانسیالیسم فرانسوی را نشان دهد. داستان، سایر، خبرنگار یک روزنامه کمونیست را دنبال می‌کند که تلاش می‌کند اسکلت را در کمد رگان پیدا کند. رگان یک رمان‌نویس در حال مرگ است که در شرف دریافت جایزه مهم ادبیات کاتولیک است. کتاب درگیری بین دو رهبر اگزیستانسیالیسم فرانسوی، ژان پل ساتر و آلبر کامو را به سخره می‌گیرد؛ در حالی که سایر، ساتر و رگان، کامو است. این دو دربارهٔ اگزیستانسیالیسم بحث می‌کنند، شرایطی که قاتل می‌تواند به عنوان یک فرد مصلحت خواه در سرنگونی تیرانی، توجیه شود (سارتر)؛ در مقابل حالتی که هیچ راهی برای توجیه کردن کارهای غیرعادلانه وجود ندارد (کامو). برنارد برگونزی داستان را در شماره ۲۰ سپتامبر ۱۹۶۳ روزنامه نیو استیت‌من مورد بازبینی قرار داد؛ با بیان اینکه اولین رمان‌ها به‌طور افراطی زندگی‌نامه گونه هستند ولی مردی از جای دیگر، از خطای مخالف سازه فکری بودن رنج می‌برد؛ خارج از ادبیات و سینمای معاصر فرانسوی داستان را جعل می‌کند. سایمون ریون، در ناظر، در ۱۵ سپتامبر ۱۹۶۳ نوشت: «روش آقای فارل مضایقه کننده است. نقشه داستانش شفاف و به موقع، شرح مشکلات اخلاقی و سیاسی‌اش تند و تیز است اگر گه‌گاهی آموزنده باشد.» فارل بعدها از کتاب بدش آمد.
دو سال بعد از این، شُش را منتشر کرد؛ که در آن فارل به آسیب روحی واقعی خودش در کمتر از یک دهه پیش بازگشت. شخصیت اصلی مارتین سندز به فلج اطفال مبتلا شده‌است و مجبور است مدت زمان طولانی را در بیمارستان سپری کند. ذکر شده‌است که این رمان از فارل الگو گرفته‌است؛ ولی بیشتر از شخصیت جفری فیرمین در رمان زیر آتشفشان مالکوم لوری در ۱۹۴۷ اقتباس شده‌است. منتقد ناشناسی در ۳۱ اکتبر ۱۹۶۵ نوشت: «آقای فارل حس ثابت حقیقتاً داشتن چیزی برای نوشتن را به طرز مطبوعی انتقال می‌دهد.» و در تی ال اس در ۱۱ نوامبر ۱۹۶۵ نوشت: «آقای فارل یک جوشانده مؤثر و قوی است، ترکیب بیچارگی و یک نوع خاص خوشی وحشیانه.»
در ۱۹۶۷ فارل دختری در دماغه را منتشر کرد. شخصیت اصلی، کنت لهستانی در حال ترقی، بوریس اسلاتری است که در دریاکنار شهر خیالی میدن‌هیر بی، در خانه خاندان دانجن زندگی می‌کند. (بر این باورند که از اثر خانه ای برای آقای بیزواز وی اس ناپل اقتباس شده‌است) ازدواج او با فلور دانجن در حال نابودی است. دوست وی، دکتر کوهن است؛ که یک الکلی در حال مرگ است. بوریس همچنین با یک نوجوان زیر سن قانونی، ژان فرلو رابطه جنسی برقرار می‌کند و به اینس یک مهمان تابستانی سوئدی، صاحب لقب دختری در دماغه فکر می‌کند. بر این باورند که بوریس از شخصیت هامبر هامبر لولیتا ولادیمیر نابکووف برگرفته شده‌است. مانند دو رمان قبلی، کتاب تنها نقدها و واکنش معمولی از مردم دریافت کرد.

### سه‌گانه امپراطوری
مشکلات، داستان مرد انگلیسی، سرگرد برندن آرچر را روایت می‌کند که در سال ۱۹۱۹ به شهرستان وکسفورد در ایرلند می‌رود تا به نامزدش، آنجلا اسپنسر، دوباره بپیوندد. او از هتل مخروبه مجستیک در کیلنالو، نبرد ایرلند برای جدایی و استقلالش از بریتانیا را تماشا می‌کند. فارل، ایده این داستان را از مشاهده هتل مخروبه قدیمی می‌گیرد در حالی که به جزیره بلاک سفر کرده بود. او برای این رمان جایزه یادبود جفری فیبر را دریافت کرد و با پول جایزه به هند سفر کرد تا برای رمان بعدی‌اش تحقیق کند.
کتاب بعدی فارل، محاصره کریشناپور، و آخرین کار تکمیل شده وی، محاصره سنگاپور، هر دو داستان سقوط قدرت مستعمراتی انگلیس، قضیه اسبق شورش هندی‌ها در سال ۱۸۵۷ را ادامه می‌دهد. رمان در شهر خیالی کریشناپور، با الهام از وقایع تاریخی مانند محاصره‌های کاونپور و لاکنو رخ می‌دهد. هنگامی که یک پادگان بریتانیایی محاصره شده موفق می‌شود قبل از آزاد شدن تا چهارماه در مواجهه با رنج عظیمی در برابر لشگری از سربازان بومی مقاومت کند.
رمان سوم، محاصره سنگاپور، حول محور حصر ژاپنی شهر مستمره بریتانیا، سنگاپور در سال ۱۹۴۲ می‌پردازد در حالی که به بررسی طولانی مدت اقتصاد و اخلاق استعمار در آن زمان و همچنین به روابط اقصادی بین کشورهای توسعه‌یافته و جهان سومی پرداخته‌است.
هر سه رمان به‌طور کلی از طریق موضوع به هم اتصال پیدا کرده‌اند. البته آرچر شخصیت مشکلات، دوباره در محاصره سنگاپور ظاهر میَشود. شخصیت اصلی رمان ناتمام فارل، ایستگاه هیل، دکتر مک‌نب است که در رمان محاصره کریشناپور معرفی شده‌است. این رمان و نوشته‌های ضمیمه آن، این سری را به یک چهارگانه تبدیل می‌کند.
وقتی که محاصره کریشناپور در سال ۱۹۷۳ برنده جایزه بوکر شد، فارل از سخنرانی خود جهت حمله به حامیان مالی، گروه بوکر به خاطر دخالت تجاری آنها در بخش کشاورزی جهان سوم استفاده کرد.

### مرگ
در سال ۱۹۷۹ فارل تصمیم گرفت که لندن را ترک کند و در دماغه شبه‌جزیره شیپ، در شهرستان کورک ایرلند زندگی کند. چند ماه بعد، وقتی که او در سواحل خلیج بنتری در حال ماهی‌گیری بود از صخره پرتاب شد، به دریا افتاد و غرق شد. او تنها ۴۴ سال داشت.
در سال ۲۰۰۸ سلمان رشدی گفت: «او متأسفانه جوان فوت شد. اگر الان زنده بود شکی نبود که واقعاً جزو یکی از بزرگ‌ترین رمان‌نویسان زبان انگلیسی می‌شد. سه رمانی که او نوشت به شیوه‌های خودشان منحصر به فرد هستند.»
فارل در قبرستان کلیسای سنت جیمز، دوراس، کلیسای محلی ایرلندی دفن شد.

### نقل‌قول‌ها
فارل به جرج براک در مصاحبه‌ای برای ناظر برای گفته بود: اتفاق به واقع جالبی که در زندگی من رخ داد، سقوط امپراطوری بریتانیا بوده‌است.